# Оссова
Оссова (пол. Ossowa) — село в Польщі, у гміні Вогинь Радинського повіту Люблінського воєводства. Населення — 407 осіб (2011).

## Історія
У часи входження до складу Російської імперії належало до Радинського повіту Сідлецької губернії.
За даними етнографічної експедиції 1869—1870 років під керівництвом Павла Чубинського, у селі та на фільварку Осова здебільшого проживали греко-католики, усе населення розмовляло українською мовою.
У 1921 році село входило до складу гміни Собібор Володавського повіту Люблінського воєводства Польської Республіки.
У 1975—1998 роках село належало до Білопідляського воєводства.

## Населення
За переписом населення Польщі 10 вересня 1921 року в селі налічувалося 76 будинків та 420 мешканців, з них:
- 209 чоловіків та 211 жінок;
- 337 православних, 51 римо-католик, 32 юдеї;
- 336 українців, 57 поляків, 27 євреїв.

Демографічна структура станом на 31 березня 2011 року:
|          | Загалом | Допрацездатний вік | Працездатний вік | Постпрацездатний вік |
| -------- | ------- | ------------------ | ---------------- | -------------------- |
| Чоловіки | 202     | 44                 | 131              | 27                   |
| Жінки    | 205     | 44                 | 99               | 62                   |
| Разом    | 407     | 88                 | 230              | 89                   |

## Поділ
| SIMC    | Назва     | Вид          |
| ------- | --------- | ------------ |
| 0022310 | Козловка  | частина села |
| 1024942 | Новіни    | частина села |
| 0022326 | Старовєсь | частина села |